# Apus leuconyx
El vencejo de Blyth (Apus leuconyx) es una especie de ave apodiforme de la familia Apodidae que vive en  el subcontinente indio. Anteriormente se consideraba una subespecie del vencejo del Pacífico pero un estudio de 2011 condujo a muchos taxónomos a separar a esta especie del complejo de los vencejos de cola ahorquillada.

## Descripción
El vencejo de Blyth tiene un tamaño similar al vencejo común, su plumaje es de color negro excepto su obispillo blanco. Además se distingue del vencejo común por su cola que es más ahorquillada, sus alas que son más largas y su cabeza es más proporcionalmente más grande y la mancha blanca de su garganta es más grande.

## Distribución y hábitat
El vencejo de Blyth cría desde los Himalayas exteriores hasta los montes de Assam. La especie es migratoria y pasa el invierno en la India y Sri Lanka. Construyen sus nidos en los acantilados, donde ponen de dos a tres huevos. Retornarán a los mismos sitios a construir sus nidos año tras año.